# Le Pin-au-Haras
Le Pin-au-Haras település Franciaországban, Orne megyében. Lakosainak száma 253 fő (2022. január 1.). Le Pin-au-Haras Gouffern en Auge községgel határos.

## Népesség
A település népességének változása:
| Lakosok száma | 301  | 287  | 289  | 276  | 271  | 268  | 266  | 263  | 253  |
|               | 2013 | 2015 | 2016 | 2017 | 2018 | 2019 | 2020 | 2021 | 2022 |